# Kuno Nyman
Kuno Fredrik Nyman, född 21 juli 1887, död 10 april 1982, var en finländsk jurist, bankman och politiker.
Nyman blev filosofie magister 1910, juris kandidat 1913 och var borgmästare i Lovisa 1919-25. Han var konsulterande jurist hos olika industriföretag 1925-29 och verställande direktör i Helsingfors sparbank från 1929. Nyman tillhörde från 1930 riksdagen, där han inom Svenska folkpartiet slöt sig till den grupp, som ville samverka med de finska "borgerliga" partierna.